# David Brian Barrett
David Brian Barrett (* 30. August 1927 in Llandudno, Nordwales, United Kingdom; † 4. August 2011 in Richmond, Virginia, Vereinigte Staaten) war ein britischer anglikanischer Priester, Missionar, Missionswissenschaftler und Religionssoziologe. Er hat 1982 erstmals die World Christian Encyclopedia veröffentlicht, ein Nachschlagewerk, worin auf über 1.000 Seiten 10.000 Religionen und über 20.000 christliche Denominationen aufgeführt und beschrieben wurden.

## Leben und Wirken
David Brian Barrett besuchte die Keblehaus- und die Berkhamsted-Schule. Er studierte an der Universität von Cambridge, wo er 1945 mit einem Bachelor und 1952 mit einem Master abschloss. 1948 bis 1952 arbeitete er für das Britain Royal Aircraft Establishment als wissenschaftlicher Offizier im aerodynamischen Design. Er verließ die Luftwaffe, weil er Bomben entwerfen sollte, und trat dann in den Dienst der Kirche von England. 1954 erhielt er einen Bachelor of Divinity und wurde als Diakon und ein Jahr später als Priester in der Province of York ordiniert.
1956 bis 1957 absolvierte Barrett eine Ausbildung im Society Missionary Training College in Chislehurst. Dabei verspürte er den Ruf, als Missionar in Übersee zu arbeiten. Prägend für ihn war das Buch über die unerreichten Millionen Menschen von Bischof Stephen Charles Neill. 1957 reiste er nach Kisii in der Provinz Nyanza in Kenia. Sein Arbeitsanfang war überschattet von kirchlichen Konflikten und einer Kirchentrennung. Die Jehora-Bewegung, die sogenannten Leute der Liebe, verließen die Anglikanische Kirche Kenias. Missionskollegen ermutigten ihn, Beziehungen zu den abgespaltenen afrikanischen Christen zu pflegen, statt sie zu disziplinieren, wie es die Kirchenleitung vorgesehen hatte. Er lernte deren Sprachen Luo and Swahili, und er schloss sich sogar der separierten afrikanischen Kirche an und sammelte und schrieb deren Geschichte auf. 
1961 nach seiner ersten Einsatzzeit verließ Barrett Kenia, um mit dem Evangelisten Bryan Green in Großbritannien zusammenzuarbeiten. 
Ab 1962 studierte Barrett als Fellow am Union Theological Seminary in New York City in einem zwanzigköpfigen ökumenischen Studienprogramm mit Pitney Van Dusen, Kenneth Scott Latourette und anderen. Er betrieb religionssoziologische Studien und entdeckte dabei, dass seine Erfahrung der Kirchentrennung kein Einzelfall war, sondern er fand 6.000 kirchliche Bewegungen in Afrika, die aus Trennungen hervorgegangen waren. Informationen fand er auch in der 100.000 Werke umfassenden Missionsforschungsbibliothek des Seminars. Er erhielt seinen Ph.D. in Religion 1965 von dem Union Theological Seminary und der Columbia University, die ein Kooperationsprogramm hatten. Obwohl viele Professoren eher linksliberal orientiert waren, unterstützten sie Barrett bei seinen akribischen Forschungen. Er konnte bei seinen Religionsstudien auch angepasste Methoden seines naturwissenschaftlichen Erststudiums anwenden. 
1965 kehrte Barrett nach Kenia zurück und stellte ein Forschungsteam zusammen, das vom World Council of Churches und der All Africa Conference of Churches unterstützt wurde. Das Projekt lautete: The Evangelization of West Africa Today: A Survey Across 21 Nations and 150 Tribes. Er besuchte die meisten afrikanischen Staaten, um Datenmaterial über afrikanische Religionen, Volksgruppen und Missionstätigkeiten zu sammeln. Er wurde Forschungssekretär der neu gegründeten Forschungseinheit der anglikanischen Kirche der Provinz Kenia, wo er unter einem afrikanischen Bischof bis 1985 arbeitete. 1968 publizierte er seine Doktorarbeit mit dem Titel Schism and Renewal in Africa (deutsch: Trennung und Erweckung in Afrika) bei Oxford University Press. Dadurch wurde er ein bekannter Experte für neue afrikanische religiöse Bewegungen. Schon 1970 veröffentlichte er in der Zeitschrift International Review of Mission seine Schätzungen, dass Afrika im Jahr 2000 350 Millionen Christen aufweisen werde. 1968 übergab Kenneth Grub Barrett das World Christian Handbook. Er erstellte danach die World Christian Encyclopedia, die bei Oxford University Press erschien, nach dreizehn Jahren Reisen und Forschen, wobei er 212 der 223 Staaten weltweit besuchte.
Nach Konflikten mit afrikanischen Kirchenleitern verließ Barrett mit seiner Familie 1985 die kenianische Hauptstadt Nairobi. Er wurde Forscher und Berater für den Internationalen Missionsvorstand der Southern Baptist Convention in Richmond, Virginia, wo er bis 1993 arbeitete. Er half dem Vorstand, eine geschärftere Perspektive zu gewinnen und eine effektivere Strategie anzuwenden für die Missionierung unerreichter Volksgruppen. Bis zu seinem Tod 2011 setzte Barrett seine unabhängige Forschungstätigkeit fort im World Evangelization Research Center (deutsch: Forschungszentrum für Weltevangelisation) in Richmond und später im Center for the Study of Global Christianity (deutsch: Studienzentrum für das globale Christentum). Letzteres wurde 2003 von Todd Johnson am Gordon-Conwell Theological Seminary in South Hamilton bei Boston in Massachusetts eingerichtet. 2001 erstellten Barrett und Johnson eine zweite, erweiterte Ausgabe der World Christian Encyclopedia. Mit der inzwischen auf 2.600 Seiten angewachsenen Enzyklopädie stellte Barrett das weltweite Christentum, dessen missionarische Aktivitäten und Wachstum im 20. Jahrhundert mit seinen über 33.000 Denominationen statistisch dar und zeigte damit dessen weltweite Relevanz auf. Seine Arbeiten machten auch statistisch messbar und dadurch klar und deutlich, dass sich das Christentum Ende des 20. Jahrhunderts quantitativ von Europa nach Afrika und nach Asien verschoben hatte.

## Privates
Barrett war von 1972 bis zu seinem Tod mit der britischen Missionarin Pam Stubley verheiratet. Sie haben drei Kinder und mehrere Enkel.

## Schriften
- Urban Pressures on Religion and Church: A Study of the Luo of Kenya. S.T.M. thesis, Union Theological Seminary, 1963.
- To Mission: An Analysis of Independent Church Movements Across Two Hundred African Tribes. Ph.D. diss, Columbia University, 1965.
- Schism and Renewal in Africa: An Analysis of Six Thousand Contemporary Religious Movements. Nairobi: Oxford University Press, 1968.
- AD 2000: 350 Million Christians in Africa. International Review of Mission 59, no. 233, Januar 1970, S. 39–54.
- Interdisciplinary Theories of Religion and African Independency. In: African Initiatives in Religion: 21 Studies from Eastern and Central Africa, S. 146–159. Nairobi: East African Pub. House, 1971.
- World Christian Encyclopedia: A Comparative Survey of Churches and Religions in the Modern World, A.D. 1900–2000. Nairobi: Oxford University Press, 1982.
- mit George K. Mambo, Janice McLaughlin und Malcolm J. McVeigh: Kenya Churches Handbook: The Development of Kenyan Christianity, 1498–1973. Kisumu: Evangel Publishing House, 1973.
- mit Todd M. Johnson: World Christian Trends, AD 30–AD 2200: Interpreting the Annual Christian Megacensus. Pasadena, CA: William Carey Library, 2001.
- mit George T. Kurian und Todd M. Johnson: World Christian Encyclopedia: A Comparative Survey of Churches and Religions in the Modern World. Oxford: Oxford University Press, 2001.